# Округ Лару (Кентаки)
Лару (енгл. Larue County) је округ у америчкој савезној држави Кентаки.

## Демографија
По попису из 2010. године број становника је 14.193, што је 820 (6,1%) становника више него 2000. године.
| Група             | 2000.          | 2010.          |
| Белци             | 12.564 (94,0%) | 13.096 (92,3%) |
| Афроамериканци    | 473 (3,5%)     | 444 (3,1%)     |
| Азијати           | 21 (0,2%)      | 25 (0,2%)      |
| Хиспаноамериканци | 140 (1,0%)     | 401 (2,8%)     |
| Укупно            | 13.373         | 14.193         |